# Peeltree (Virginia Occidental)
Peeltree — antes Scoop Town, luego  Peel Tree — es un área no incorporada del Condado de Barbour, Virginia Occidental, Estados Unidos.
La comunidad toma su nombre de la cercana Peeltree Run.